# Европско првенство у атлетици за јуниоре 1970.
Прво Европско првенство у атлетици за јуниоре (У-20) одржано је од 11. до 13. септембра 1970. године у Коломб, предграђу Париза. Првенство је заменило заније Јуниорске игре одржане три пута од 1964. до 1968. Ово Првенство није значајније изменило систем ранијег такмичења. Остала је непромењена старосна граница и број учесника из сваке земаља у једној дисциплини.
У складу са правилима учествовали су јуниори рођени 1951. и млађи.
Такмичили су представници из 44 земља, у 35 дисциплина ( 21 мушка и 14 женска).

## Резултати

### Јуниори
| Дисциплина             |                                                                                                | Резултат   |                                                                                   | Резултат   |                                                                                                  | Резултат   |
| 100 м                  | Франц-Петер Хофмајстер · Западна Немачка                                                       | 10,61      | Доминик Шовело · Француска                                                        | 10,65      | Jean-Paul Dubuisson · Француска                                                                  | 10,73      |
| 200 м                  | Франц-Петер Хофмајстер · Западна Немачка                                                       | 21,49      | Александар Жидких · Совјетски Савез                                               | 21,80      | Сергеј Коровин · Совјетски Савез                                                                 | 21,80      |
| 400 м                  | Питер Бивен · Велика Британија                                                                 | 47,11      | Улрих Рајх · Западна Немачка                                                      | 47,36      | Андреас Шајбе · Источна Немачка                                                                  | 47,65      |
| 800 м                  | Hans-Henning Ohlert · Источна Немачка                                                          | 1:50,96    | Владимир Зимин · Совјетски Савез                                                  | 1:51,39    | Ulrich Keufner · Источна Немачка                                                                 | 1:51,41    |
| 1.500 м                | Клаус Петер Јустус · Источна Немачка                                                           | 3:51,39    | Паул Хајнц Велман · Западна Немачка                                               | 3:51,79    | Франсиско Морера · Шпанија                                                                       | 3:52,48    |
| 3.000 м                | Ерман Мињон · Белгија                                                                          | 8:08,73    | Џон Богис · Велика Британија                                                      | 8:10,43    | Јуриј Корченов · Совјетски Савез                                                                 | 8:11,15    |
| 110 м препоне (99 цм)  | Бервин Прајс · Велика Британија                                                                | 14,21      | Miroslaw Wodzynski · Пољска                                                       | 14,22      | Клаус Фидлер · Источна Немачка                                                                   | 14,22      |
| 400 м препоне          | Дмитриј Штукалов · Совјетски Савез                                                             | 50,30      | Жан-Пјер Перо · Француска                                                         | 50,45      | Јевгениј Гвриленко · Совјетски Савез                                                             | 50,72      |
| 2.000 м препреке       | Бронислав Малиновски · Пољска                                                                  | 5:44,00    | Јухани Хухтинен · Финска                                                          | 5:45,48    | Елек Шари · Мађарска                                                                             | 5:41,48    |
| штафета 4 x 100 м      | Валериј Подлужниј · Aleksandr Zhidkikh · Vladimir Lovetskiy · Сергеј Коровин · Совјетски Савез | 40,18      | Мишел Лимузен · Патрик де Рош · Jean-Paul Dubuisson · Philippe Leroux · Француска | 40,27      | Манфред Шуман · Томас ван Викерен · Михел ван викерен · Франц-Петер Хофмајстер · Западна Немачка | 40,55      |
| штафета 4 x 400 м      | Јевгениј Гавриленко · Николај Корнишкин · Димитриј Стукалов · Semyon Kocher · Совјетски Савез  | 3:11,2     | Клод Димон · Патрик Салвадор · Daniel Raoult · Lionel Malingre · Француска        | 3:11,5     | Улрих Рајх · Johannes Dickhut · Бернд Херман · Wolfgang Druschky · Западна Немачка               | 3:11,7     |
| 10.000 м ходање        | Луц Липовски · Источна Немачка                                                                 | 43:35,6    | Петер Шустер · Западна Немачка                                                    | 44:02,0    | Михаил Алексејев · Совјетски Савез                                                               | 44:19,4    |
| Скок увис              | Јиржи Пајковски · Чехословачка                                                                 | 2,18 м     | Csaba Dosa · Румунија                                                             | 2,16 м     | Ференц Доци · Мађарска                                                                           | 2,06 м     |
| Скок мотком            | Франсоа Траканели · Француска                                                                  | 5,20 м     | Серж Лефевр · Француска                                                           | 4,80 м     | Ромулад Муравски · Пољска                                                                        | 4,80 м     |
| Скок удаљ              | Валериј Пидлужни · Совјетски Савез                                                             | 7,87 м     | Жак Русо · Француска                                                              | 7,81 м     | Ненад Стекић · СФРЈ                                                                              | 7,75 м     |
| Троскок                | Валериј Пидлужни · Совјетски Савез                                                             | 16,25 м    | Анатолиј Голупцов · Совјетски Савез                                               | 16,05 м    | Габор Катона · Мађарска                                                                          | 16,03 м    |
| Бацање кугле (6 кг)    | Волфганг Бартел · Западна Немачка                                                              | 18,10 м    | Манфред Кајзер · Источна Немачка                                                  | 17,40 м    | Јан Скоупи · Чехословачка                                                                        | 17,11 м    |
| Бацање диска (1,75 кг) | Александар Нажимов · Совјетски Савез                                                           | 54,18 м    | Лотар Шлаге · Источна Немачка                                                     | 53,96 м    | Пал Саузер · Мађарска                                                                            | 53,00 м    |
| Бацање кладива (6 кг)  | Тодор Манолов · Бугарска                                                                       | 65,16 м    | Алексеј Спиридонов · Совјетски Савез                                              | 64,88 м    | Сергеј Коробов · Совјетски Савез                                                                 | 64,32 м    |
| Бацање копља           | Алмо Пуска · Финска                                                                            | 76,98 м    | Александар Макаров · Совјетски Савез                                              | 74,92 м    | Волфганг Ханиш · Источна Немачка                                                                 | 73,22 м    |
| Десетобој              | Алаксандар Блинајев · Совјетски Савез                                                          | 7.632 бода | Еберхард Штрот · Западна Немачка                                                  | 7.584 бода | Frank Nusse · Холандија                                                                          | 7.129 бод. |

### Јуниорке
| Дисциплина        |                                                                             | Резултат   |                                                                                         | Резултат   |                                                                                | Резултат  |
| 100 м             | Хелена Кернер · Пољска                                                      | 12,10      | Андеа Линч · Велика Британија                                                           | 12,19      | Хелен Голден · Велика Британија                                                | 12,23     |
| 200 м             | Хелен Голден · Велика Британија                                             | 24,34      | Анегрет Кронингер · Западна Немачка                                                     | 24,64      | Véronique Grandrieux · Француска                                               | 24,72     |
| 400 м             | Моника Церт · Источна Немачка                                               | 54,00      | Божена Зјентарска · Пољска                                                              | 54,61      | Бригит Роде · Источна Немачка                                                  | 54,07     |
| 800 м             | Waltraud Pöhland · Источна Немачка                                          | 2:05,29    | Силвија Шенк · Западна Немачка                                                          | 2:05,30    | Galina Vaingarten · Совјетски Савез                                            | 2:06,45   |
| 1.500 м           | Катрин Клаусницер · Источна Немачка                                         | 4:24,17    | Кристин Хаскет · Велика Британија                                                       | 4:27,16    | Олга Двирна · Совјетски Савез                                                  | 4:28,17   |
| 100 м препоне     | Гразина Рабштин · Пољска                                                    | 14,06      | Моника Хис · Источна Немачка                                                            | 14,11      | Маргарет Лајдел · Западна Немачка                                              | 14,51     |
| штафета 4 x 100 м | Анејла Шуберт · Елзбиета Новак · Уршулa Сошка · Хелена Кернер · Пољска      | 45,26      | Лизел Бемелбург · Анегрет Кронингер · Елен Валтер · Елвира Шпрингсгут · Западна Немачка | 45,27      | Евелин Кауфер · Елен Стропал · Марион Вагнер · Моника Мајер · Источна Немачка  | 45,47     |
| штафета 4 x 400 м | Бригит Роде · Ренате Мардер · Бригите Улман · Моника Церт · Источна Немачка | 3:40,2     | Анејла Шуберт · Кристина Лех · Данута Гаска · Божена Зјентарска · Пољска                | 3:44,0     | Ragnhild Skoog · Маргарета Ларсон · Gunhild Skoog · Моника Бергендал · Шведска | 3:46,7    |
| Скок увис         | Mieke Van Doorn · Холандија                                                 | 1,74       | Светлана Гонтковска · Совјетски Савез                                                   | 1,74       | Ренате Гартнер · Западна Немачка                                               | 1,74      |
| Скок удаљ         | Јармила Нигринова · Чехословачка                                            | 6,27       | Мијра Волс · Велика Британија                                                           | 6,26       | Бригите Горс · Западна Немачка                                                 | 6,03      |
| Бацање кугле      | Гарбиеле Мориц · Источна Немачка                                            | 16,91      | Биргит Палцкил · Западна Немачка                                                        | 16,56      | Маргита Лудевиг · Источна Немачка                                              | 15,98     |
| Бацање диска      | Клара Пођор · Мађарска                                                      | 48,26      | Марија Или · Румунија                                                                   | 47,76      | Ирина Сапронова · Совјетски Савез                                              | 47,50     |
| Бацање копља      | Jacqueline Todten · Источна Немачка                                         | 55,20      | Христине Шмит · Источна Немачка                                                         | 53,08      | Inara Oshinya · Совјетски Савез                                                | 52,36     |
| Петобој           | Моника Пајкерт · Источна Немачка                                            | 4.578 бод. | Ирена Витане · Совјетски Савез                                                          | 4.482 бода | Флоранс Пико · Француска                                                       | 4.422 бод |

## Биланс медаља
| Медаље земље домаћина |

|             | Земља                |    |    |    |     |
| ----------- | -------------------- | -- | -- | -- | --- |
| 1.          | Источна Немачка      | 10 | 4  | 7  | 21  |
| 2.          | Совјетски Савез      | 7  | 7  | 9  | 23  |
| 3.          | Пољска               | 4  | 3  | 1  | 8   |
| 4.          | Западна Немачка      | 3  | 8  | 5  | 16  |
| 5.          | Уједињено Краљевство | 3  | 4  | 1  | 8   |
| 6.          | Чехословачка         | 2  | 0  | 1  | 3   |
| 7.          | Француска            | 1  | 6  | 3  | 10  |
| 8.          | Финска               | 1  | 1  | 0  | 2   |
| 9.          | Мађарска             | 1  | 0  | 4  | 5   |
| 10.         | Холандија            | 1  | 0  | 1  | 2   |
| 11.         | Белгија              | 1  | 0  | 0  | 1   |
| 11.         | Бугарска             | 1  | 0  | 0  | 1   |
| 13.         | Румунија             | 0  | 2  | 0  | 2   |
| 14.         | Шпанија              | 0  | 0  | 1  | 1   |
| 14.         | Шведска              | 0  | 0  | 1  | 1   |
| 14.         | СФРЈ                 | 0  | 0  | 1  | 1   |
| Укупно (16) | Укупно (16)          | 35 | 35 | 35 | 105 |